# 同儕團體
在社會學中，同儕群體既是社會群體，又是具有相似興趣（同質性）、年齡、背景或社會地位的主要人群。 這個群體的成員可能會影響一個人的信仰和行為。
在青春期，同儕群體往往會面臨巨大的變化。 青少年往往花更多時間與同齡人在一起，而較少受到成人的監督。 溝通方面也在這段時間發生了變化。 他們更喜歡與父母談論學校和職業，他們喜歡與同齡人談論性和其他人際關係主題。 青少年希望加入接受他們的同齡人群體，即使該群體參與消極活動。 孩童較不傾向接受與他們不同的人。 從心理方面看，同儕群體可以作為家庭的替代，並有助於穩定人格。 例如，同儕群體定義行為標準並創建榜樣。
小團體是通常由共同利益或友誼定義的小規模群體。 小團體通常有2至12名成員，並且往往由年齡、性別、種族和社會階層組成。 小團體可以作為社會化和社會控制的媒介。 成為小團體的一部分可能是有利的，因為它可以提供一種自主感、安全的社會環境和整體幸福感。
人群是更大、更模糊的群體，可能沒有友誼基礎。 人群充當同儕群體，它們在青春期早期的重要性增加，並在青春期後期減少。 成人體制和同儕文化的參與程度描述了人群。